# Архангелогородская провинция
Арха̀нгелогоро́дская прови́нция (также известна как Двинска́я провинция и Помо́рская провинция) — одна из провинций Российской империи. Центр — город Архангельск.

## История
Архангелогородская провинция была образована в составе Архангелогородской губернии по указу Петра I «Об устройстве губерний и об определении в оныя правителей» в 1719 году.

## География
Архангелогородская провинция была самой большой провинцией в губернии, располагаясь в северной и крайней восточной её частях, от Кольского полуострова до Уральских гор.

## Административное деление
В состав провинции были включены города: Архангельск, Вага, Кевроль, Кольский острог, Мезень, Пустозерский острог, Холмогоры.
Провинция делилась на образованные из долей дистрикты. Во главе каждого дистрикта был земский комиссар, при котором состояли подьячий и три рассыльщика. В 1727 году все дистрикты были переименованы в уезды и провинция стала делиться на уезды. Название «уезды» продолжало употребляться в официальных документах все эти годы, невзирая на их официальную отмену в 1708 году.
Уезды Двинской провинции:
- Двинской уезд,
- Важский уезд,
- Кеврольский уезд,
- Кольский уезд,
- Мезенский уезд,
- Пустозерский уезд.

## Упразднение
В ноябре 1775 года деление губерний на провинции было отменено. Ликвидация Архангелогородской губернии и её провинций произошла 25 января 1780 года императорским указом, вместо неё было учреждено Вологодское наместничество в составе трех областей: Архангельской, Великоустюжской и Вологодской.

## Демография
Население провинции — 15,2 тысячи дворов (1710 год). В 1779 году, в последний год существования провинции, её население составляло 80 043 человека, согласно письму А. П. Мельгунова Екатерине II, в котором был предложен план административного переустройства Архангелогородской губернии.

### Карта провинции в составе губернии
- Генеральная карта географическая, представляющая Архангелогородскую губернию на свои провинции разделённую / Соч. Акад. Наук адиюнкт Я. Ф. Шмид; Вырез. Е. Худяков. (2-ю рамку) Грид. И. Кувакин. — (Санкт-Петербург): Акад. Наук: (1773). — 1 л.: Грав. Раскраш.; 44х56 (65х82)
- Генеральная карта географическая, представляющая Архангелогородскую губернию на свои провинции разделённую / Сочинял Акад. Наук Адіюнкт Я. Ф. Шмид. 1773; Вырезал Е. Худяков. — (Санкт-Петербург): Акад. Наук: (1773). — 1 л.: Грав. Раскраш.; 44,5х56 (58х68)